# Vid frukostbordet
Vid frukostbordet (danska: Ved frokostbordet og morgenaviserne) är en oljemålning från 1898 av den danske konstnären Lauritz Andersen Ring. Målningen tillhör Nationalmuseum i Stockholm sedan 1946. 
Kvinnan som sitter vid frukostbordet och läser morgontidningen Politiken är konstnärens hustru Sigrid Kähler (1874–1923). Ljuset faller in genom den öppna dörren och därute skymtar sommargrönskan. Kähler var också målare. Hon är även porträtterad i I havedøren från 1897. Dessa målningar har jämförts med Carl Larssons samtida Sundborn-bilder. 

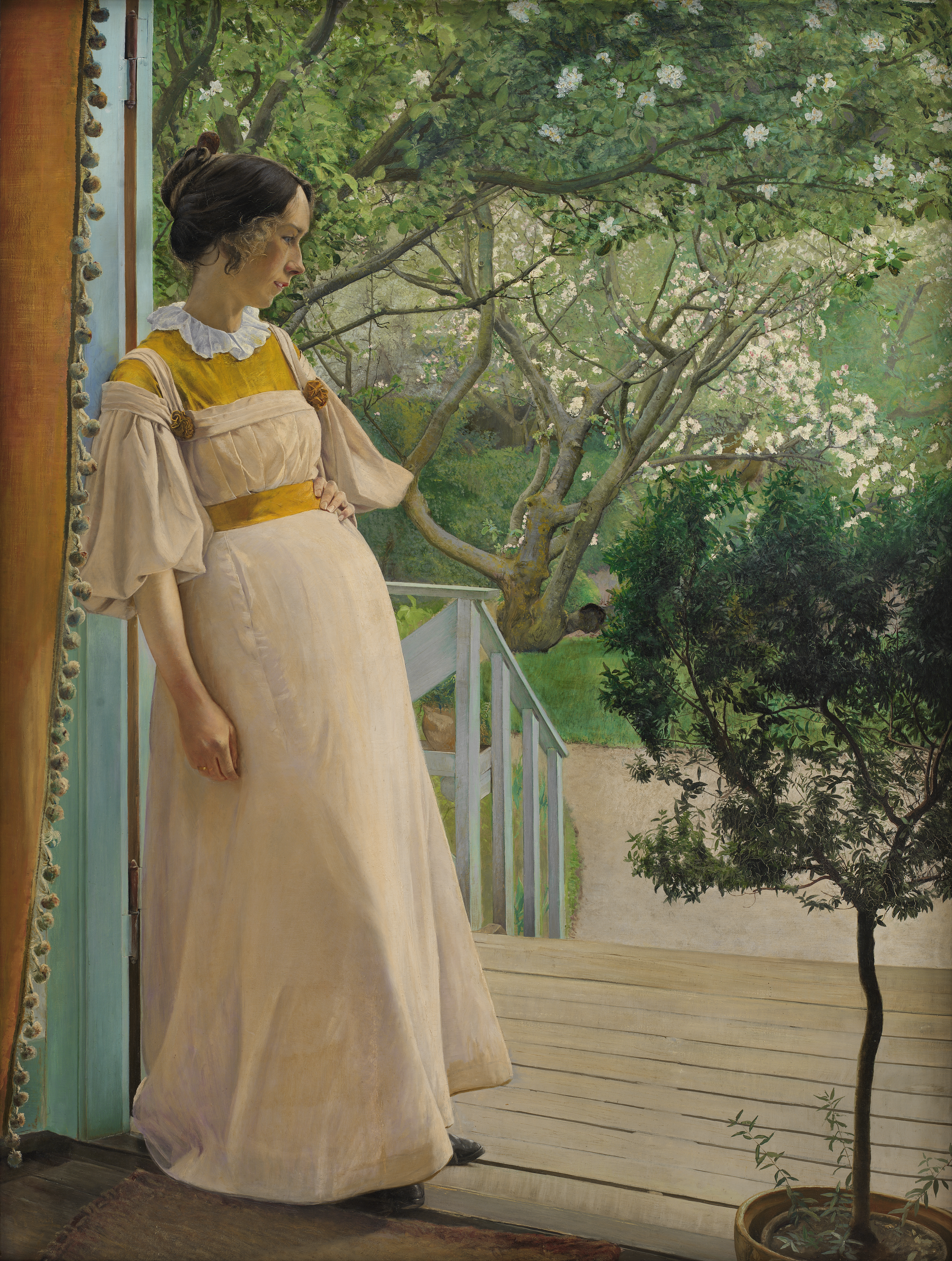
I havedøren. Kunstnerens hustru. (1897), Statens Museum for Kunst.